# Grindon, Northumberland
Grindon är en ort i civil parish Duddo, i grevskapet Northumberland i England. Orten är belägen 12 km från Berwick-upon-Tweed. Grindon var en civil parish 1866–1955 när det uppgick i Duddo. Civil parish hade 58 invånare år 1951.